# Corydoras solox
Corydoras solox är en fiskart som beskrevs av Han Nijssen och Isbrücker, 1983. Corydoras solox ingår i släktet Corydoras och familjen Callichthyidae. Inga underarter finns listade i Catalogue of Life.